# 建部山城
建部山城（たけべやまじょう）は、丹後国加佐郡（京都府舞鶴市下福井）にあった室町時代から戦国時代にかけての日本の城。室町幕府の重鎮として栄えた有力守護大名一色氏の根拠地である八田守護所の背後にあった詰城。八田城、田辺城ともいう。

## 歴史
南北朝時代の1336年（建武3年）に南朝に味方した豪族によって築城されたとの伝承も残る。
観応の擾乱時に足利軍によって、北朝側の拠点になった。丹後国の守護として、足利氏の一門であった一色範光が入ると、建部山（たてべさん、地元での通称は「たけべさん」）の麓にある八田に丹後守護所を構え一色氏代々の居所と定めた。また八田の守護館の背後にたつ建部山に建部山城を築き、戦時の際の城として守りを固める。
一色氏当主が室町幕府の重職（侍所長官・山城国守護）に任命され不在の時は、一門の者が留守を預かり、重臣が補佐した。
戦国時代に入っても一色氏代々の居城として続いたが、1579年（天正7年）に織田信長の命を受けた織田家傘下の武将長岡藤孝（細川幽斎）が丹後を攻撃。各地で長岡氏に敗れた一色軍は建部山城に篭城するが長岡軍の猛攻の前に崩壊する。『一色軍記』によれば、長岡軍に敗れた丹後守護一色義道は、近くの中山城（舞鶴市）に移ったが、同城主中山幸兵衛（沼田勘解由）の裏切りにより自害した。
織田政権下で丹後は一色氏・長岡氏によって二分され、武将の一人として存在が許されていた一色義道の子である義定が当主であったが、居城は弓木城に移った。しかし、本能寺の変後の混乱の最中に義定は藤孝の居城宮津城に誘い出されて謀殺された。
豊臣秀吉によって丹後全域統治を任された藤孝は、良港を抱える宮津城を本拠とする一方、加佐郡における拠点としては平地部にあった八田守護所を改修して田辺城を築城したために、山城である建部山城は廃城となった。

## 現在の建部山

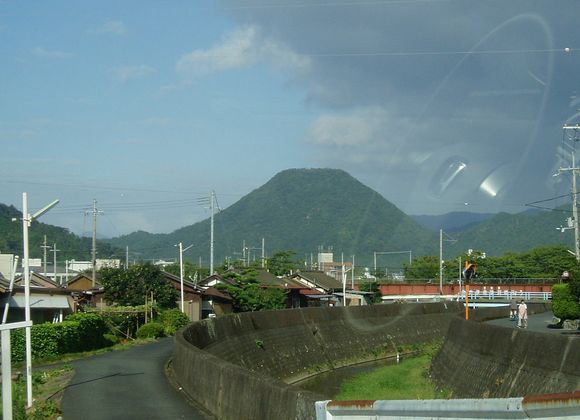
西舞鶴市街地から見た建部山

一部遺構が残る。建部山は、舞鶴軍港を防備する舞鶴要塞沿岸砲台を築くため山頂が削られた後も標高315.5メートルと周囲の山よりもやや高く、同時に「丹後富士」「田辺富士」と呼ばれる優美な形をした山である。加えて山頂から眺める舞鶴湾などの景色が絶景であるため、地元民のハイキングスポットとなっている。また、太平洋戦争後に役割を終えた砲台の弾薬庫なども山頂に残っており、近代史の探訪も兼ねることができる。